# Ligny-en-Barrois
Ligny-en-Barrois és un municipi francès situat al departament del Mosa i a la regió del Gran Est. L'any 2007 tenia 4.564 habitants.

## Demografia

### Població
El 2007 la població de fet de Ligny-en-Barrois era de 4.564 persones. Hi havia 2.033 famílies, de les quals 753 eren unipersonals (288 homes vivint sols i 465 dones vivint soles), 616 parelles sense fills, 469 parelles amb fills i 195 famílies monoparentals amb fills.
La població ha evolucionat segons el següent gràfic:
Habitants censats

### Habitatges
El 2007 hi havia 2.309 habitatges, 2.066 eren l'habitatge principal de la família, 40 eren segones residències i 203 estaven desocupats. 1.217 eren cases i 1.082 eren apartaments. Dels 2.066 habitatges principals, 1.002 estaven ocupats pels seus propietaris, 1.037 estaven llogats i ocupats pels llogaters i 27 estaven cedits a títol gratuït; 51 tenien una cambra, 179 en tenien dues, 402 en tenien tres, 657 en tenien quatre i 776 en tenien cinc o més. 959 habitatges disposaven pel capbaix d'una plaça de pàrquing. A 1.016 habitatges hi havia un automòbil i a 481 n'hi havia dos o més.

### Piràmide de població
La piràmide de població per edats i sexe el 2009 era:
| Homes | Edats   | Dones |
| ----- | ------- | ----- |
| 0     | 95 o +  | 28    |
| 12    | 90 a 94 | 60    |
| 12    | 85 a 89 | 84    |
| 36    | 80 a 84 | 52    |
| 72    | 75 a 79 | 164   |
| 84    | 70 a 74 | 116   |
| 92    | 65 a 69 | 156   |
| 116   | 60 a 64 | 116   |
| 120   | 55 a 59 | 84    |
| 156   | 50 a 54 | 192   |
| 180   | 45 a 49 | 204   |
| 192   | 40 a 44 | 152   |
| 152   | 35 a 39 | 228   |
| 204   | 30 a 34 | 156   |
| 180   | 25 a 29 | 156   |
| 136   | 20 a 24 | 148   |
| 208   | 15 a 19 | 160   |
| 140   | 10 a 14 | 136   |
| 152   | 5 a 9   | 152   |
| 124   | 0 a 4   | 108   |

## Economia
El 2007 la població en edat de treballar era de 2.900 persones, 1.994 eren actives i 906 eren inactives. De les 1.994 persones actives 1.686 estaven ocupades (939 homes i 747 dones) i 308 estaven aturades (138 homes i 170 dones). De les 906 persones inactives 334 estaven jubilades, 256 estaven estudiant i 316 estaven classificades com a «altres inactius».

### Ingressos
El 2009 a Ligny-en-Barrois hi havia 2.016 unitats fiscals que integraven 4.335,5 persones, la mediana anual d'ingressos fiscals per persona era de 15.652 €.

### Activitats econòmiques
Dels 194 establiments que hi havia el 2007, 3 eren d'empreses extractives, 6 d'empreses alimentàries, 1 d'una empresa de fabricació de material elèctric, 1 d'una empresa de fabricació d'elements pel transport, 7 d'empreses de fabricació d'altres productes industrials, 15 d'empreses de construcció, 42 d'empreses de comerç i reparació d'automòbils, 8 d'empreses de transport, 21 d'empreses d'hostatgeria i restauració, 2 d'empreses d'informació i comunicació, 16 d'empreses financeres, 9 d'empreses immobiliàries, 15 d'empreses de serveis, 27 d'entitats de l'administració pública i 21 d'empreses classificades com a «altres activitats de serveis».
Dels 57 establiments de servei als particulars que hi havia el 2009, 1 era una oficina d'administració d'Hisenda pública, 1 gendarmeria, 1 oficina de correu, 6 oficines bancàries, 1 funerària, 2 tallers de reparació d'automòbils i de material agrícola, 1 taller d'inspecció tècnica de vehicles, 1 autoescola, 3 paletes, 1 guixaire pintor, 2 fusteries, 5 lampisteries, 3 electricistes, 11 perruqueries, 1 veterinari, 10 restaurants, 3 agències immobiliàries, 1 tintoreria i 3 salons de bellesa.
Dels 25 establiments comercials que hi havia el 2009, 3 eren supermercats, 1 un supermercat, 5 fleques, 2 carnisseries, 2 llibreries, 4 botigues de roba, 1 una botiga de mobles, 1 una perfumeria i 6 floristeries.
L'any 2000 a Ligny-en-Barrois hi havia 6 explotacions agrícoles que ocupaven un total de 441 hectàrees.

## Equipaments sanitaris i escolars
El 2009 hi havia 2 psiquiàtrics, 3 farmàcies i 2 ambulàncies.
El 2009 hi havia 1 escola maternal i 3 escoles elementals. A Ligny-en-Barrois hi havia 2 col·legis d'educació secundària i 1 liceu tecnològic. Als col·legis d'educació secundària hi havia 570 alumnes i als liceus tecnològics 100.
Ligny-en-Barrois disposava d'un centre de formació no universitària superior de formació tècnica.

## Poblacions més properes
El següent diagrama mostra les poblacions més properes.